# 若ノ海正照 (1945年生)
若ノ海 正照（わかのうみ まさてる、1945年10月25日 - 1995年3月31日）は、岩手県稗貫郡内川目村（のち大迫町、現在の花巻市）出身で花籠部屋に所属した大相撲力士。本名は松田 秋夫（まつだ あきお）。現役時代は身長175cm・体重126kg。得意手は左四つ、寄り。最高位は東前頭2枚目（1973年1月場所）。

## 来歴
内川目中学校を卒業後、元前頭3枚目・大ノ海が率いる花籠部屋に入門し、1961年（昭和36年）5月場所で初土俵を踏んだ。同期の初土俵には、後の関脇・藤ノ川、小結・羽黒岩らがいる。出世は遅く、初土俵から約10年、57場所かかって1971年（昭和46年）1月場所で十両昇進。そして、1972年（昭和47年）7月場所での新入幕は初土俵から11年2ヶ月、67場所を要した。
左四つから右上手を引いての寄り、前廻しを取って食い下がるという、地味な相撲を得意とした。その相撲ぶりのせいか、二桁勝利や三賞、金星とは縁がなかった。東前頭3枚目まで番付を上げた1974年（昭和49年）3月場所では、7勝8敗と負け越したが8日目に大関・貴ノ花を上手出し投げで破る殊勲の星を挙げている。
その後、1975年（昭和50年）3月場所で十両に陥落したが、翌年11月場所で再入幕。以降は幕内中位にあったが、1977年（昭和52年）の夏巡業で左足首を脱臼して9月場所を全休したため、再度十両に落ちた。東十両7枚目の地位で迎えた翌11月場所は5勝10敗と大きく負け越し、翌1978年（昭和53年）1月場所では幕下に陥落。当場所の番付発表後に引退し、年寄・大嶽を大鵬親方から借り受けて襲名した。
引退後は大鵬部屋に移籍し、同部屋付きの年寄として後進の指導に当たった。その後、巨砲の引退、大嶽襲名に伴い1992年（平成4年）5月に廃業（退職）。
廃業後は、東京都江東区で相撲料理店「ちゃんこ若ノ海」を経営するとともに、1992年10月5日から1993年（平成5年）4月3日まで放送されたNHK朝の連続テレビ小説『ひらり』に大相撲コーチ役として準レギュラーで出演した。
1995年（平成7年）3月31日、心不全のため東京都渋谷区内の病院で死去。享年49。

## 子息
若ノ海の没後、長男・一隆（かずたか）及び二男・佳久（よしひさ）が角界入りした。
一隆（1977年6月27日 - ）は、高校卒業後間もない1996年5月場所に、父と藤ノ川が同期生だった（上述）縁から伊勢ノ海部屋に入門。現役時代は身長177cm・体重123kg。当初の四股名は本名と同じ松田 一隆（まつだ かずたか）だったが、2005年5月場所より勝盛 一隆（かちもり かずたか）の四股名を名乗った。新序ノ口の1996年7月場所で序ノ口優勝を遂げるなど当初の出世は順調だったが、最高位は東幕下40枚目（2006年5月場所）に終わり、2009年1月場所を最後に引退。通算成績は在位77場所で251勝252敗29休。父とは異なり押し相撲中心の取り口だった。
佳久（1980年6月6日 - ）は、高校卒業直前の1999年1月場所に、父が年寄時代の終盤に在籍していた大嶽部屋に入門（同期生には後の68代横綱・朝青龍がいる）。現役時代は身長180cm・体重102kg。前相撲のみ本名と同じ松田 佳久（まつだ よしひさ）を四股名としたが、新序ノ口で迎えた翌3月場所より若松鵬 佳久（わかしょうほう よしひさ）の四股名を名乗った。各段優勝歴は無く、最高位は東序二段34枚目（2000年1月場所）に終わり、当場所を2勝5敗で終えたのが最後の本場所出場となり、翌2000年3月場所・翌々5月場所を連続で休場し、2000年5月場所限りで兄に先立ち引退。通算成績は在位9場所で22勝20敗14休だった。

## 主な成績・記録
- 通算成績：489勝486敗16休 勝率.502
- 幕内成績：144勝171敗15休 勝率.457
- 現役在位：100場所
- 幕内在位：22場所
- 各段優勝
  - 十両優勝：1回（1972年5月場所。この場所では、同部屋の後輩である関脇・輪島が初の幕内最高優勝を果たしている）

### 場所別成績
| | 一月場所 初場所（東京） | 三月場所 春場所（大阪） | 五月場所 夏場所（東京） | 七月場所 名古屋場所（愛知） | 九月場所 秋場所（東京） | 十一月場所 九州場所（福岡） |
| --- | ----------------------- | ----------------------- | ----------------------- | --------------------------- | ----------------------- | --------------------------- |
| 1961年 （昭和36年） | x                       | x                       | （前相撲）              | 東序ノ口34枚目 3–4          | 西序ノ口14枚目 3–4      | 西序ノ口5枚目 4–3           |
| 1962年 （昭和37年） | 東序二段54枚目 1–6      | 東序二段86枚目 4–3      | 西序二段61枚目 4–3      | 西序二段35枚目 2–5          | 西序二段59枚目 5–2      | 西序二段14枚目 2–5          |
| 1963年 （昭和38年） | 東序二段37枚目 3–4      | 西序二段58枚目 3–4      | 西序二段75枚目 6–1      | 東三段目96枚目 4–3          | 東三段目70枚目 5–2      | 東三段目34枚目 2–5          |
| 1964年 （昭和39年） | 東三段目55枚目 2–5      | 西三段目79枚目 5–2      | 西三段目43枚目 3–4      | 西三段目46枚目 4–3          | 東三段目31枚目 5–2      | 東三段目4枚目 3–4           |
| 1965年 （昭和40年） | 西三段目10枚目 5–2      | 西幕下76枚目 4–3        | 東幕下70枚目 3–4        | 東幕下75枚目 6–1            | 東幕下36枚目 3–3–1      | 西幕下41枚目 4–3            |
| 1966年 （昭和41年） | 西幕下38枚目 3–4        | 東幕下44枚目 3–4        | 東幕下49枚目 5–2        | 東幕下33枚目 3–4            | 西幕下39枚目 4–3        | 西幕下32枚目 5–2            |
| 1967年 （昭和42年） | 東幕下20枚目 3–4        | 西幕下23枚目 5–2        | 西幕下20枚目 3–4        | 西幕下22枚目 4–3            | 西幕下18枚目 3–4        | 西幕下22枚目 5–2            |
| 1968年 （昭和43年） | 西幕下13枚目 3–4        | 東幕下16枚目 2–5        | 東幕下27枚目 3–4        | 西幕下31枚目 5–2            | 西幕下21枚目 5–2        | 東幕下9枚目 4–3             |
| 1969年 （昭和44年） | 西幕下6枚目 4–3         | 東幕下4枚目 2–5         | 西幕下14枚目 6–1        | 東幕下4枚目 3–4             | 西幕下6枚目 3–4         | 西幕下9枚目 3–4             |
| 1970年 （昭和45年） | 東幕下12枚目 5–2        | 西幕下6枚目 3–4         | 西幕下8枚目 4–3         | 東幕下6枚目 3–4             | 東幕下9枚目 4–3         | 西幕下5枚目 5–2             |
| 1971年 （昭和46年） | 東十両13枚目 2–13       | 西幕下11枚目 4–3        | 西幕下9枚目 4–3         | 東幕下7枚目 5–2             | 東幕下筆頭 5–2          | 西十両11枚目 9–6            |
| 1972年 （昭和47年） | 東十両6枚目 6–9         | 西十両9枚目 10–5        | 西十両3枚目 優勝 12–3   | 東前頭10枚目 8–7            | 東前頭7枚目 8–7         | 東前頭5枚目 8–7             |
| 1973年 （昭和48年） | 東前頭2枚目 4–11        | 西前頭9枚目 8–7         | 東前頭8枚目 7–8         | 東前頭10枚目 8–7            | 西前頭7枚目 9–6         | 西前頭3枚目 5–10            |
| 1974年 （昭和49年） | 西前頭5枚目 8–7         | 東前頭3枚目 7–8         | 西前頭4枚目 6–9         | 西前頭8枚目 8–7             | 西前頭5枚目 8–7         | 東前頭3枚目 4–11            |
| 1975年 （昭和50年） | 西前頭10枚目 2–13       | 西十両4枚目 6–9         | 西十両9枚目 8–7         | 東十両6枚目 8–7             | 西十両4枚目 9–6         | 東十両筆頭 5–10             |
| 1976年 （昭和51年） | 西十両5枚目 8–7         | 西十両2枚目 9–6         | 西十両筆頭 5–10         | 西十両6枚目 8–7             | 東十両4枚目 10–5        | 西前頭11枚目 7–8            |
| 1977年 （昭和52年） | 東前頭13枚目 9–6        | 西前頭5枚目 6–9         | 西前頭8枚目 8–7         | 東前頭5枚目 6–9             | 東前頭9枚目 休場 0–0–15 | 東十両7枚目 5–10            |
| 1978年 （昭和53年） | 東幕下筆頭 引退 0–0–0   | x                       | x                       | x                           | x                       | x                           |
| 各欄の数字は、「勝ち-負け-休場」を示す。 優勝 引退 休場 十両 幕下 三賞：敢=敢闘賞、殊=殊勲賞、技=技能賞 その他：★=金星 番付階級：幕内 - 十両 - 幕下 - 三段目 - 序二段 - 序ノ口 幕内序列：横綱 - 大関 - 関脇 - 小結 - 前頭（「#数字」は各位内の序列） |                         |                         |                         |                             |                         |                             |

### 幕内対戦成績
| 力士名 | 勝数 | 負数 | 力士名   | 勝数 | 負数 | 力士名 | 勝数 | 負数 | 力士名   | 勝数 | 負数 |
| ------ | ---- | ---- | -------- | ---- | ---- | ------ | ---- | ---- | -------- | ---- | ---- |
| 青葉城 | 3    | 3    | 青葉山   | 0    | 1    | 朝登   | 0    | 2    | 旭國     | 3    | 5    |
| 安達   | 1    | 1    | 岩下     | 0    | 1    | 巌虎   | 1    | 2    | 大潮     | 3    | 5    |
| 大錦   | 4    | 3    | 大登     | 0    | 1    | 大鷲   | 5    | 2    | 魁輝     | 1    | 3    |
| 金城   | 1    | 3    | 北瀬海   | 3    | 7    | 北の湖 | 0    | 6    | 北の富士 | 0    | 1    |
| 麒麟児 | 0    | 2    | 蔵間     | 0    | 2    | 黒姫山 | 3    | 6    | 高鉄山   | 1    | 2    |
| 琴風   | 1    | 2    | 琴ヶ嶽   | 1    | 1    | 琴櫻   | 0    | 1    | 琴乃富士 | 2    | 1    |
| 金剛   | 4    | 4    | 白田山   | 2    | 1    | 大旺   | 2    | 2    | 大受     | 4    | 3    |
| 大竜川 | 4    | 1    | 隆ノ里   | 3    | 1    | 貴ノ花 | 1    | 3    | 高見山   | 1    | 3    |
| 玉輝山 | 0    | 1    | 玉ノ富士 | 0    | 1    | 千代櫻 | 3    | 0    | 天龍     | 6    | 2    |
| 時葉山 | 3    | 3    | 栃赤城   | 0    | 1    | 栃東   | 5    | 5    | 羽黒岩   | 8    | 5    |
| 長谷川 | 1    | 5    | 播竜山   | 3    | 1    | 福の花 | 6    | 1    | 富士櫻   | 2    | 10   |
| 藤ノ川 | 0    | 1    | 二子岳   | 3    | 5    | 双津竜 | 2    | 1    | 前の山   | 2    | 2    |
| 牧本   | 1    | 0    | 増位山   | 2    | 10   | 舛田山 | 2    | 1    | 三重ノ海 | 4    | 2    |
| 陸奥嵐 | 4    | 5    | 豊山     | 3    | 8    | 吉王山 | 4    | 1    | 吉の谷   | 3    | 1    |
| 琉王   | 5    | 6    | 凌駕     | 1    | 0    | 若獅子 | 6    | 2    | 若三杉   | 1    | 2    |
| 若二瀬 | 2    | 0    | 鷲羽山   | 4    | 1    |        |      |      |          |      |      |

## 改名歴
- 若岩手 秋夫（わかいわて あきお）1961年7月場所-1964年1月場所
- 松田 秋夫（まつだ -）1964年3月場所-1966年3月場所
- 迫龍 秋夫（はざまりゅう -）1966年5月場所-1968年5月場所
- 迫竜 秋夫（はざまりゅう -）1968年7月場所-1969年11月場所
- 迫龍 秋夫（はざまりゅう -）1970年1月場所-1970年5月場所
- 松田 秋夫（まつだ -）1970年7月場所-1970年11月場所
- 若ノ海 秋夫（わかのうみ -）1971年1月場所
- 松田 秋夫（まつだ -）1971年3月場所
- 若ノ海 正照（わかのうみ まさてる）1971年5月場所
- 若ノ海 秋夫（- あきお）1971年7月場所
- 若ノ海 正照（- まさてる）1971年9月場所-1978年1月場所

## 年寄変遷
- 大嶽 正照（おおだけ まさてる）1978年1月-1978年3月
- 大嶽 秋夫（おおだけ あきお）1978年3月-1992年5月（廃業）